# Lavoncourt
Lavoncourt ist eine Gemeinde im französischen Département Haute-Saône in der Region Bourgogne-Franche-Comté.

## Geographie
Lavoncourt liegt auf einer Höhe von 212 m über dem Meeresspiegel, elf Kilometer nordöstlich von Dampierre-sur-Salon und etwa 28 Kilometer westlich der Stadt Vesoul (Luftlinie). Das Dorf erstreckt sich im Westen des Departements, in der Plateaulandschaft nordwestlich des Saônetals, in der Talniederung westlich der Gourgeonne gegenüber von Mont-Saint-Léger.
Die Fläche des 5,55 km² großen Gemeindegebiets umfasst einen Abschnitt im Bereich des Plateaus nördlich des Saônetals. Die östliche Grenze verläuft meist entlang der Gourgeonne, die mit zahlreichen Windungen durch die Alluvialniederung fließt und für die Entwässerung zur Saône sorgt. Die Talaue liegt durchschnittlich auf 208 m und weist eine Breite von maximal einem Kilometer auf. Vom Flusslauf erstreckt sich das Gemeindeareal westwärts auf das angrenzende Plateau, das eine durchschnittliche Höhe von 230 m erreicht. Die Hochfläche besteht aus einer Wechsellagerung von kalkigen und sandig-mergeligen Sedimenten der oberen Jurazeit. Das Plateau wird durch verschiedene Mulden untergliedert, die sich zum Tal der Gourgeonne öffnen. In der Talniederung und auf dem Plateau herrscht landwirtschaftliche Nutzung vor. Nach Westen reicht das Gebiet in die ausgedehnte Waldung des Bois du Grand Parc, in dem mit 254 m die höchste Erhebung von Lavoncourt erreicht wird.
Nachbargemeinden von Lavoncourt sind Renaucourt und Mont-Saint-Léger im Norden, Theuley im Osten, Tincey-et-Pontrebeau im Süden sowie Brotte-lès-Ray und Volon im Westen.

## Geschichte
Verschiedene Funde aus der gallorömischen Zeit, darunter Statuetten, Ziegel und Keramikfragmente, weisen auf eine frühe Besiedlung des Gebietes hin. Lavoncourt wird bereits im Jahr 1076 als Lovuncurtis erstmals in einer Chronik des Klosters Bèze erwähnt. Später erschienen die Bezeichnungen Luvocurte und Levoncort. Der Ortsname leitet sich vom germanischen Personennamen Leubo und dem altfranzösischen Wort cortem (Hof) ab. Im Mittelalter gehörte das Dorf zur Freigrafschaft Burgund und darin zum Gebiet des Bailliage d’Amont. Die lokale Herrschaft hatten die Herren von Fouvent inne. Die Adelsfamilie von Lavoncourt agierte als Vasallen der Herren von Fouvent und ist vom 11. bis zum 16. Jahrhundert belegt. Zusammen mit der Franche-Comté gelangte Lavoncourt mit dem Frieden von Nimwegen 1678 definitiv an Frankreich. Nach der Französischen Revolution wurde Lavoncourt Hauptort des gleichnamigen Kantons, der 1801 in den Kanton Dampierre-sur-Salon integriert wurde. Im 19. Jahrhundert wurde der Ort durch die Trambahn, die von Gray nach Jussey verkehrte, an das öffentliche Verkehrsnetz angeschlossen. Der Betrieb der Linie wurde jedoch 1936 eingestellt. Heute ist Lavoncourt Mitglied des 42 Ortschaften umfassenden Gemeindeverbandes Communauté de communes des Quatre Rivières.

## Sehenswürdigkeiten
Die Kirche Saint-Valentin wurde 1670 neu erbaut, wobei zwei Seitenkapellen und der romanische Glockenturm der Vorgängerkirche in den Bau integriert wurden. Sie besitzt eine reiche Ausstattung, darunter der Hauptaltar aus bemaltem und vergoldetem Holz mit einem Gemälde des heiligen Valentin (18. Jahrhundert; als Monument historique klassiert), Statuen aus dem 17. und 18. Jahrhundert, Gemälde aus dem 18. Jahrhundert und Grabplatten aus dem 16. Jahrhundert. 
Neben der Kirche steht das Maison Lancelot, das älteste Haus des Dorfes, das im 15. Jahrhundert erbaut wurde. 
Von der ehemaligen Festung der Herren von Fouvent aus dem 13. Jahrhundert am Ufer der Gourgeonne sind noch einige Überreste sichtbar. Die Burg wurde während des Dreißigjährigen Krieges zerstört. Das heutige Schloss wurde in der zweiten Hälfte des 18. Jahrhunderts errichtet und besitzt einen Rundturm. Von 1857 stammt die Mairie (Gemeindehaus). An der Straße nach Renaucourt stehen ein großer Rosskastanienbaum sowie ein steinernes Wegkreuz.

## Bevölkerung
| Jahr                       | 1962 | 1968 | 1975 | 1982 | 1990 | 1999 | 2006 |
| Einwohner                  | 316  | 302  | 280  | 271  | 269  | 293  | 308  |
| Quellen: Cassini und INSEE |      |      |      |      |      |      |      |

Mit 308 Einwohnern (2006) gehört Lavoncourt zu den kleinen Gemeinden des Département Haute-Saône. Während des 20. Jahrhunderts bewegte sich die Einwohnerzahl stets im Bereich zwischen 250 und 330 Personen.

## Wirtschaft und Infrastruktur
Lavoncourt war bis weit ins 20. Jahrhundert hinein ein vorwiegend durch die Landwirtschaft (Ackerbau, Obstbau und Viehzucht) und die Forstwirtschaft geprägtes Dorf. Die Wasserkraft der Gourgeonne wurde früher für den Betrieb einer Mühle genutzt. Heute gibt es einige Betriebe des lokalen Kleingewerbes, vor allem in den Branchen Holzverarbeitung und Feinmechanik. In den letzten Jahrzehnten hat sich das Dorf zu einer Wohngemeinde gewandelt. Viele Erwerbstätige sind deshalb Wegpendler, die in den größeren Ortschaften der Umgebung ihrer Arbeit nachgehen.
Die Ortschaft ist verkehrstechnisch gut erschlossen. Sie liegt an der Hauptstraße D70, die von Gray nach Combeaufontaine führt. Weitere Straßenverbindungen bestehen mit Volon, Renaucourt, Mont-Saint-Léger und Tincey.